# Punta Ycacos Lagoon
Punta Ycacos Lagoon är en lagun i Belize. Den ligger i distriktet Toledo, i den södra delen av landet, 110 km söder om huvudstaden Belmopan.